# Carl Breuer (Polizist)
Carl Breuer (* 26. März 1900 in Hamburg; † 26. Oktober 1990 in Wedel) war ein deutscher Kriminaldirektor.

## Leben
Carl Breuer stammte aus Hamburg, wo er von 1906 bis 1914 eine Volksschule in der Ludwigstraße in St. Pauli besuchte. Dabei absolvierte er im neunten Schuljahr eine Selekta für begabte Schüler. Anschließend machte er eine dreijährige kaufmännische Ausbildung bei der Spedition Grossmann. Während des Ersten Weltkriegs leistete er ab 1918 Kriegsdienst in der 17. Infanteriedivision, die sich 1918/19 nahe Flensburg aufgelöste. Danach wechselte er zum Freikorps Schleswig-Holstein unter Paul von Lettow-Vorbeck, mit dem er unter anderem nach Berlin ging und im Sommer 1919 nach Hamburg zurückkehrte.
Am 1. Oktober 1919 übernahm die Hamburger Sicherheitspolizei, die ab 1920 „Ortspolizei“ hieß, Breuer als Polizei-Unteranwärter in den Staatsdienst. 1924 trat er in die SPD und die Vereinigung Republik ein, die später im Reichsbanner Schwarz-Rot-Gold aufging. Im Reichsbanner wirkte er seit 1924 als Technischer Leiter des Bezirks Eimsbüttel in der Kameradschaft Polizei. Den Oberbeamtenlehrgang 1927/28 bestand er als Drittbester der Klasse. Am 1. Oktober 1928 wurde er zum Polizeileutnant und Zugführer benannt. 1930/31 arbeitete er für einige Zeit bei der Staatspolizei und versuchte, systematisch Details über den Aufbau der NSDAP zu gewinnen, was ihm aufgrund des Widerstands älterer Kollegen, darunter Peter Kraus, nicht gelang. Am 1. Juli 1931 wurde Breuer zum Polizeioberleutnant ernannt. 
Am Tag der Reichstagswahl im März 1933 sollte Breuer als „Rathauskommandant“ die Innen- und Außenbereiche des Hamburger Rathauses schützen. Kurz vor Dienstantritt wurde ihm die Aufgabe entzogen. An diesem Abend übernahmen Kommandos von SS und SA kampflos das Gebäude. Reichsinnenminister Wilhelm Frick setzte Alfred Richter als neuen „Reichskommissar“ und „Polizeiherren“ ein und übertrug ihm die Leitung der Hamburger Polizei. Carl Breuer wurde am 6./7. März entlassen und beurlaubt, anfangs aufgrund Paragraph 14 des Hamburgischen Polizeigesetzes, am 28. Juni 1933 nach Paragraph 4 des Gesetzes zur Wiederherstellung des Berufsbeamtentums. Die Dienstzeit endete offiziell zwei Tage später.
Während der Zeit des Nationalsozialismus stand Breuer in engem Kontakt zu Personen der Widerstandsbewegung wie Theodor Haubach. Nach der Festnahme im Herbst 1933 wurde er im Stadthaus verhört. Breuer verbrachte einige Zeit im Untersuchungsgefängnis und danach mehrere Wochen im KZ Fuhlsbüttel. Nach der Haftzeit war er als Versicherungsvertreter, Buchhalter, kaufmännischer Angestellter und Bauleiter tätig. Die Wehrmacht zog ihn am 1. November 1939 zum Kriegsdienst ein. Breuer arbeitete in der Heeresmunitionsanstalt Zeven und erreichte den Rang eines Oberfeldwebels. Auf Fürsprache Adolph Schönfelders endete die britische Kriegsgefangenschaft in Schleswig-Holstein im Sommer 1945 vorzeitig.
Am 1. August 1945 erhielt Breuer eine neue Stelle als Hauptmann der Schutzpolizei. Einen Monat später wurde er zum Major, am 1. Januar 1946 zum Polizei-Gruppenchef ernannt. Breuer, den Freunde und Kollegen zumeist „Kuddel“ nannten, leitete zunächst die Polizeischule und ab dem 1. April 1946 die Kriminalpolizei. Wenig später wurde er zum Polizei-Amtschef berufen, 1952 zum Leitenden Kriminaldirektor. 1958 übernahm er das Amt des stellvertretenden Polizeipräsidenten. Seine Dienstzeit endete aus Altersgründen am 29. Februar 1960.

## Bedeutung im Amt
Carl Breuer kann als einer der erfolgreichsten Führungspersonen in der Historie der Hamburger Kriminalpolizei angesehen werden. Er übernahm bei Amtseintritt einen Polizeiapparat, der größtenteils aus Personen bestand, die während der Zeit des Nationalsozialismus an zentraler Stelle der nationalsozialistischen Unterdrückung gedient hatten. Breuer richtete die Arbeit der Polizei modern aus und stellte dabei die fachliche Arbeit in den Vordergrund, während er historische Verfehlungen zumeist nicht in sein Urteil mit einbezog. Damit ermöglichte er, basierend auf seinen eigenen Erfahrungen während der NS-Zeit, eine professionelle Arbeit der Behörde.
Breuer band in der polizeilichen, insbesondere der kriminalpolizeilichen Tätigkeit bewusst und erfolgreich die Medien mit ein, deren Wirksamkeit ihm seit Ende der 1940er Jahre bewusst war. Von 1953 bis 1956 trat er in der Fernsehserie Der Polizeibericht meldet … von Jürgen Roland und Udo Langhoff auf. Außerdem arbeitete er zielgerichtet mit der Presse zusammen. Daher gehörte er zu den bekanntesten Hamburger Persönlichkeiten in den 1950er und 1960er Jahren.
Da er SPD-Mitglied war, versuchte der Hamburg-Block nach der Bürgerschaftswahl 1953, Breuer und andere SPD-nahe Führungspersönlichkeiten der Polizei mit vorgeschobenen Begründungen aus ihren Ämtern zu entfernen. Das Landgericht Hamburg bzw. die Dienstaufsichtskammer sprachen alle Beamten 1956 vollständig frei. Breuer traf sich bis kurz vor seinem Tod regelmäßig mit ehemaligen Kollegen und hatte großen Einfluss auf die weitere Entwicklung der Behörde. Als das Kriminalamt Mitte der 1970er Jahre auf Rat der Unternehmensberatung Knight und Wegenstein im Rahmen der Polizeireform schloss, kritisierte Breuer dies scharf und lobte die Neugründung des Landeskriminalamtes sehr.